# Finales de la Copa Billie Jean King 2020-21
Las Finales, antes conocidas Grupo Mundial, representan el más alto nivel de la competición Copa Billie Jean King 2020-21. Inicialmente estaba previsto que se celebrase del 14 al 19 de abril de 2020 en las pistas cubiertas de tierra batida del László Papp Budapest Sports Arena de Budapest (Hungría), si bien tuvo que posponerse debido al COVID-19. Finalmente se acordó que la competición se disputase del 1 al 6 de noviembre de 2021 en el O2 Arena de Praga (República Checa), en pista dura cubierta (Rebound Ace). Cada enfrentamiento entre dos equipos nacionales constará de dos partidos individuales y uno de dobles a continuación; todos ellos disputados en un solo día. 
Francia es la actual defensora del título.

## Equipos
12 naciones participarán en las Finales, anteriormente conocido como Grupo Mundial. La calificación es la siguiente:
- Los 2 finalistas (F) de la edición anterior
- El país anfitrión (A)
- 1 invitación (WC)
- 8 ganadores de una ronda clasificatoria, en febrero de 2020

| Francia (F) | Australia (F) | Canadá (WC) | República Checa (A) | Alemania | Bélgica |
| Bielorrusia | Eslovaquia    | España      | Estados Unidos      | Rusia    | Suiza   |
| ----------- | ------------- | ----------- | ------------------- | -------- | ------- |

## Fase de grupos
|  | Clasificado para la Fase Eliminatoria |

E = Enfrentamientos, P = Partidos, S = Sets, J= Juegos, W = Ganados, L = Perdidos

### Resultados finales
| Grupo | Primeras       | Primeras | Primeras | Primeras | Segundas        | Segundas | Segundas | Segundas | Terceras    | Terceras | Terceras | Terceras |
| Grupo | País           | E G–P    | P G–P    | S G–P    | País            | E G–P    | P G–P    | S G–P    | País        | E G–P    | P G–P    | S G–P    |
| ----- | -------------- | -------- | -------- | -------- | --------------- | -------- | -------- | -------- | ----------- | -------- | -------- | -------- |
| A     | Rusia          | 2–0      | 5–1      | 11–4     | Canadá          | 1–1      | 2–4      | 5–9      | Francia     | 0–2      | 2–4      | 6–9      |
| B     | Australia      | 2–0      | 4–2      | 8–7      | Bélgica         | 1–1      | 3–3      | 8–7      | Bielorrusia | 0–2      | 2–4      | 6–8      |
| C     | Estados Unidos | 1–1      | 3–3      | 7–6      | Eslovaquia      | 1–1      | 3–3      | 8–8      | España      | 1–1      | 3–3      | 7–8      |
| D     | Suiza          | 2–0      | 5–1      | 10–3     | República Checa | 1–1      | 3–3      | 7–7      | Alemania    | 0–2      | 1–5      | 4–11     |

### Grupo A
| Pos. | País    | E G–P | P G–P | S G–P | % S W | J G–P | % J W |
| ---- | ------- | ----- | ----- | ----- | ----- | ----- | ----- |
| 1    | Rusia   | 2–0   | 5–1   | 11–4  | 73%   | 82–51 | 62%   |
| 2    | Canadá  | 1–1   | 2–4   | 5–9   | 36%   | 59–76 | 44%   |
| 3    | Francia | 0–2   | 2–4   | 6–9   | 40%   | 67–81 | 45%   |

#### Francia vs Canadá
| | Bandera de Francia | Francia                             | 1 | 2  | Canadá | Bandera de Canadá |
| --- | ------------------ | ----------------------------------- | - | -- | ------ | ----------------- |
| O2 Arena, Praga, República Checa 1 de noviembre de 2021 (Dura, bajo techo) |                    |                                     |   |    |        |                   |
| \| 1 \| \| Fiona Ferro \| 6 \| 4 \| 4 \| \| 1 \| \| Françoise Abanda \| 4 \| 6 \| 6 \| \| 2 \| \| Alizé Cornet \| 6 \| 7 \| \| \| 2 \| \| Rebecca Marino \| 4 \| 65 \| \| \| 3 \| \| Clara Burel / Alizé Cornet \| 3 \| 6 \| \| \| 3 \| \| Gabriela Dabrowski / Rebecca Marino \| 6 \| 78 \| \| |                    |                                     |   |    |        |                   |
| 1 | Bandera de Francia | Fiona Ferro                         | 6 | 4  | 4      |                   |
| 1 | Bandera de Canadá  | Françoise Abanda                    | 4 | 6  | 6      |                   |
| 2 | Bandera de Francia | Alizé Cornet                        | 6 | 7  |        |                   |
| 2 | Bandera de Canadá  | Rebecca Marino                      | 4 | 65 |        |                   |
| 3 | Bandera de Francia | Clara Burel / Alizé Cornet          | 3 | 6  |        |                   |
| 3 | Bandera de Canadá  | Gabriela Dabrowski / Rebecca Marino | 6 | 78 |        |                   |

#### Rusia vs Canadá
| | Bandera de Rusia  | Rusia                                     | 3 | 0 | Canadá | Bandera de Canadá |
| --- | ----------------- | ----------------------------------------- | - | - | ------ | ----------------- |
| O2 Arena, Praga, República Checa 2 de noviembre de 2021 (Dura, bajo techo) |                   |                                           |   |   |        |                   |
| \| 1 \| \| Daria Kasátkina \| 6 \| 6 \| \| \| 1 \| \| Carol Zhao \| 3 \| 1 \| \| \| 2 \| \| Anastasía Pavliuchénkova \| 6 \| 4 \| 6 \| \| 2 \| \| Rebecca Marino \| 4 \| 6 \| 2 \| \| 3 \| \| Veronika Kudermétova / Liudmila Samsónova \| 6 \| 6 \| \| \| 3 \| \| Gabriela Dabrowski / Rebecca Marino \| 3 \| 1 \| \| |                   |                                           |   |   |        |                   |
| 1 | Bandera de Rusia  | Daria Kasátkina                           | 6 | 6 |        |                   |
| 1 | Bandera de Canadá | Carol Zhao                                | 3 | 1 |        |                   |
| 2 | Bandera de Rusia  | Anastasía Pavliuchénkova                  | 6 | 4 | 6      |                   |
| 2 | Bandera de Canadá | Rebecca Marino                            | 4 | 6 | 2      |                   |
| 3 | Bandera de Rusia  | Veronika Kudermétova / Liudmila Samsónova | 6 | 6 |        |                   |
| 3 | Bandera de Canadá | Gabriela Dabrowski / Rebecca Marino       | 3 | 1 |        |                   |

#### Francia vs Rusia
| | Bandera de Francia | Francia                                   | 1 | 2 | Rusia | Bandera de Rusia |
| --- | ------------------ | ----------------------------------------- | - | - | ----- | ---------------- |
| O2 Arena, Praga, República Checa 3 de noviembre de 2021 (Dura, bajo techo) |                    |                                           |   |   |       |                  |
| \| 1 \| \| Clara Burel \| 3 \| 6 \| 6 \| \| 1 \| \| Ekaterina Alexandrova \| 6 \| 4 \| 3 \| \| 2 \| \| Alizé Cornet \| 7 \| 4 \| 2 \| \| 2 \| \| Anastasia Pavlyuchenkova \| 5 \| 6 \| 6 \| \| 3 \| \| Clara Burel / Alizé Cornet \| 2 \| 1 \| \| \| 3 \| \| Veronika Kudermetova / Liudmila Samsonova \| 6 \| 6 \| \| |                    |                                           |   |   |       |                  |
| 1 | Bandera de Francia | Clara Burel                               | 3 | 6 | 6     |                  |
| 1 | Bandera de Rusia   | Ekaterina Alexandrova                     | 6 | 4 | 3     |                  |
| 2 | Bandera de Francia | Alizé Cornet                              | 7 | 4 | 2     |                  |
| 2 | Bandera de Rusia   | Anastasia Pavlyuchenkova                  | 5 | 6 | 6     |                  |
| 3 | Bandera de Francia | Clara Burel / Alizé Cornet                | 2 | 1 |       |                  |
| 3 | Bandera de Rusia   | Veronika Kudermetova / Liudmila Samsonova | 6 | 6 |       |                  |

### Grupo B
| Pos. | País        | E G–P | P G–P | S G–P | % S W | J G–P | % J W |
| ---- | ----------- | ----- | ----- | ----- | ----- | ----- | ----- |
| 1    | Australia   | 2–0   | 4–2   | 8–7   | 63%   | 71–67 | 51%   |
| 2    | Bélgica     | 1–1   | 3–3   | 8–7   | 53%   | 73–61 | 54%   |
| 3    | Bielorrusia | 0–2   | 2–4   | 6–8   | 43%   | 55–71 | 44%   |

#### Bielorrusia vs Bélgica
| | Bandera de Bielorrusia | Bielorrusia                        | 1 | 2 | Bélgica | Bandera de Bélgica |
| --- | ---------------------- | ---------------------------------- | - | - | ------- | ------------------ |
| O2 Arena, Praga, República Checa 1 de noviembre de 2021 (Dura, bajo techo) |                        |                                    |   |   |         |                    |
| \| 1 \| \| Iryna Shymanovich \| 2 \| 2 \| \| \| 1 \| \| Greet Minnen \| 6 \| 6 \| \| \| 2 \| \| Aliaksandra Sasnóvich \| 2 \| 6 \| 2 \| \| 2 \| \| Elise Mertens \| 6 \| 4 \| 6 \| \| 3 \| \| Vera Lapkó / Aliaksandra Sasnóvich \| 6 \| 6 \| \| \| 3 \| \| Kirsten Flipkens / Elise Mertens \| 4 \| 3 \| \| |                        |                                    |   |   |         |                    |
| 1 | Bandera de Bielorrusia | Iryna Shymanovich                  | 2 | 2 |         |                    |
| 1 | Bandera de Bélgica     | Greet Minnen                       | 6 | 6 |         |                    |
| 2 | Bandera de Bielorrusia | Aliaksandra Sasnóvich              | 2 | 6 | 2       |                    |
| 2 | Bandera de Bélgica     | Elise Mertens                      | 6 | 4 | 6       |                    |
| 3 | Bandera de Bielorrusia | Vera Lapkó / Aliaksandra Sasnóvich | 6 | 6 |         |                    |
| 3 | Bandera de Bélgica     | Kirsten Flipkens / Elise Mertens   | 4 | 3 |         |                    |

#### Australia vs Bélgica
| | Bandera de Australia | Australia                    | 2 | 1  | Bélgica | Bandera de Bélgica |
| --- | -------------------- | ---------------------------- | - | -- | ------- | ------------------ |
| O2 Arena, Praga, República Checa 2 de noviembre de 2021 (Dura, bajo techo) |                      |                              |   |    |         |                    |
| \| 1 \| \| Daria Gavrilova \| 6 \| 1 \| 6 \| \| 1 \| \| Greet Minnen \| 4 \| 6 \| 4 \| \| 2 \| \| Storm Sanders \| 3 \| 7 \| 6 \| \| 2 \| \| Elise Mertens \| 6 \| 65 \| 0 \| \| 3 \| \| Ellen Perez / Storm Sanders \| 2 \| 4 \| \| \| 3 \| \| Elise Mertens / Greet Minnen \| 6 \| 6 \| \| |                      |                              |   |    |         |                    |
| 1 | Bandera de Australia | Daria Gavrilova              | 6 | 1  | 6       |                    |
| 1 | Bandera de Bélgica   | Greet Minnen                 | 4 | 6  | 4       |                    |
| 2 | Bandera de Australia | Storm Sanders                | 3 | 7  | 6       |                    |
| 2 | Bandera de Bélgica   | Elise Mertens                | 6 | 65 | 0       |                    |
| 3 | Bandera de Australia | Ellen Perez / Storm Sanders  | 2 | 4  |         |                    |
| 3 | Bandera de Bélgica   | Elise Mertens / Greet Minnen | 6 | 6  |         |                    |

#### Australia vs Bielorrusia
| | Bandera de Australia   | Australia                                | 2 | 1 | Bielorrusia | Bandera de Bielorrusia |
| --- | ---------------------- | ---------------------------------------- | - | - | ----------- | ---------------------- |
| O2 Arena, Praga, República Checa 4 de noviembre de 2021 (Dura, bajo techo) |                        |                                          |   |   |             |                        |
| \| 1 \| \| Storm Sanders \| 6 \| 6 \| \| \| 1 \| \| Yuliya Hatouka \| 3 \| 3 \| \| \| 2 \| \| Ajla Tomljanović \| 4 \| 6 \| 6 \| \| 2 \| \| Aliaksandra Sasnovich \| 6 \| 2 \| 3 \| \| 3 \| \| Olivia Gadecki / Ellen Perez \| 4 \| 4 \| \| \| 3 \| \| Lidziya Marozava / Aliaksandra Sasnovich \| 6 \| 6 \| \| |                        |                                          |   |   |             |                        |
| 1 | Bandera de Australia   | Storm Sanders                            | 6 | 6 |             |                        |
| 1 | Bandera de Bielorrusia | Yuliya Hatouka                           | 3 | 3 |             |                        |
| 2 | Bandera de Australia   | Ajla Tomljanović                         | 4 | 6 | 6           |                        |
| 2 | Bandera de Bielorrusia | Aliaksandra Sasnovich                    | 6 | 2 | 3           |                        |
| 3 | Bandera de Australia   | Olivia Gadecki / Ellen Perez             | 4 | 4 |             |                        |
| 3 | Bandera de Bielorrusia | Lidziya Marozava / Aliaksandra Sasnovich | 6 | 6 |             |                        |

### Grupo C
| Pos. | País           | E G–P | P G–P | S G–P | % S W | J G–P | % J W |
| ---- | -------------- | ----- | ----- | ----- | ----- | ----- | ----- |
| 1    | Estados Unidos | 1–1   | 3–3   | 7–6   | 54%   | 60–51 | 54%   |
| 2    | Eslovaquia     | 1–1   | 3–3   | 8–8   | 50%   | 64–66 | 49%   |
| 3    | España         | 1–1   | 3–3   | 7–8   | 47%   | 58–65 | 47%   |

#### España vs Eslovaquia
| | Bandera de España     | España                               | 2 | 1 | Eslovaquia | Bandera de Eslovaquia |
| --- | --------------------- | ------------------------------------ | - | - | ---------- | --------------------- |
| O2 Arena, Praga, República Checa 1 de noviembre de 2021 (Dura, bajo techo) |                       |                                      |   |   |            |                       |
| \| 1 \| \| Carla Suárez \| 2 \| 6 \| 3 \| \| 1 \| \| Viktória Kužmová \| 6 \| 3 \| 6 \| \| 2 \| \| Sara Sorribes \| 6 \| 3 \| 6 \| \| 2 \| \| Anna Schmiedlová \| 3 \| 6 \| 2 \| \| 3 \| \| Sara Sorribes / Carla Suárez \| 4 \| 6 \| [10] \| \| 3 \| \| Viktória Kužmová / Tereza Mihalíková \| 6 \| 2 \| [7] \| |                       |                                      |   |   |            |                       |
| 1 | Bandera de España     | Carla Suárez                         | 2 | 6 | 3          |                       |
| 1 | Bandera de Eslovaquia | Viktória Kužmová                     | 6 | 3 | 6          |                       |
| 2 | Bandera de España     | Sara Sorribes                        | 6 | 3 | 6          |                       |
| 2 | Bandera de Eslovaquia | Anna Schmiedlová                     | 3 | 6 | 2          |                       |
| 3 | Bandera de España     | Sara Sorribes / Carla Suárez         | 4 | 6 | [10]       |                       |
| 3 | Bandera de Eslovaquia | Viktória Kužmová / Tereza Mihalíková | 6 | 2 | [7]        |                       |

#### Estados Unidos vs Eslovaquia
| | Bandera de Estados Unidos | Estados Unidos                       | 1 | 2  | Eslovaquia | Bandera de Eslovaquia |
| --- | ------------------------- | ------------------------------------ | - | -- | ---------- | --------------------- |
| O2 Arena, Praga, República Checa 2 de noviembre de 2021 (Dura, bajo techo) |                           |                                      |   |    |            |                       |
| \| 1 \| \| Shelby Rogers \| 4 \| 4 \| \| \| 1 \| \| Viktória Kužmová \| 6 \| 6 \| \| \| 2 \| \| Danielle Collins \| 6 \| 6 \| \| \| 2 \| \| Anna Schmiedlová \| 3 \| 2 \| \| \| 3 \| \| Caroline Dolehide / Coco Vandeweghe \| 2 \| 7 \| [10] \| \| 3 \| \| Viktória Kužmová / Tereza Mihalíková \| 6 \| 65 \| [12] \| |                           |                                      |   |    |            |                       |
| 1 | Bandera de Estados Unidos | Shelby Rogers                        | 4 | 4  |            |                       |
| 1 | Bandera de Eslovaquia     | Viktória Kužmová                     | 6 | 6  |            |                       |
| 2 | Bandera de Estados Unidos | Danielle Collins                     | 6 | 6  |            |                       |
| 2 | Bandera de Eslovaquia     | Anna Schmiedlová                     | 3 | 2  |            |                       |
| 3 | Bandera de Estados Unidos | Caroline Dolehide / Coco Vandeweghe  | 2 | 7  | [10]       |                       |
| 3 | Bandera de Eslovaquia     | Viktória Kužmová / Tereza Mihalíková | 6 | 65 | [12]       |                       |

#### Estados Unidos vs España
| | Bandera de Estados Unidos | Estados Unidos                      | 2 | 1 | España | Bandera de España |
| --- | ------------------------- | ----------------------------------- | - | - | ------ | ----------------- |
| O2 Arena, Praga, República Checa 3 de noviembre de 2021 (Dura, bajo techo) |                           |                                     |   |   |        |                   |
| \| 1 \| \| Sloane Stephens \| 6 \| 6 \| \| \| 1 \| \| Nuria Parrizas \| 4 \| 4 \| \| \| 2 \| \| Danielle Collins \| 6 \| 6 \| \| \| 2 \| \| Sara Sorribes \| 1 \| 0 \| \| \| 3 \| \| Caroline Dolehide / Coco Vandeweghe \| 3 \| 4 \| \| \| 3 \| \| Aliona Bolsova / Rebeka Masarova \| 6 \| 6 \| \| |                           |                                     |   |   |        |                   |
| 1 | Bandera de Estados Unidos | Sloane Stephens                     | 6 | 6 |        |                   |
| 1 | Bandera de España         | Nuria Parrizas                      | 4 | 4 |        |                   |
| 2 | Bandera de Estados Unidos | Danielle Collins                    | 6 | 6 |        |                   |
| 2 | Bandera de España         | Sara Sorribes                       | 1 | 0 |        |                   |
| 3 | Bandera de Estados Unidos | Caroline Dolehide / Coco Vandeweghe | 3 | 4 |        |                   |
| 3 | Bandera de España         | Aliona Bolsova / Rebeka Masarova    | 6 | 6 |        |                   |

### Grupo D
| Pos. | País            | E G–P | P G–P | S G–P | % S W | J G–P | % J W |
| ---- | --------------- | ----- | ----- | ----- | ----- | ----- | ----- |
| 1    | Suiza           | 2–0   | 5–1   | 10–3  | 77%   | 73–51 | 59%   |
| 2    | República Checa | 1–1   | 4–2   | 7–7   | 50%   | 64–64 | 50%   |
| 3    | Alemania        | 0–2   | 1–5   | 4–11  | 27%   | 56–78 | 42%   |

#### República Checa vs Alemania
| | Bandera de República Checa | República Checa                     | 2  | 1  | Alemania | Bandera de Alemania |
| --- | -------------------------- | ----------------------------------- | -- | -- | -------- | ------------------- |
| O2 Arena, Praga, República Checa 1 de noviembre de 2021 (Dura, bajo techo) |                            |                                     |    |    |          |                     |
| \| 1 \| \| Markéta Vondroušová \| 6 \| 6 \| \| \| 1 \| \| Andrea Petkovic \| 1 \| 3 \| \| \| 2 \| \| Barbora Krejčíková \| 7 \| 0 \| 4 \| \| 2 \| \| Angelique Kerber \| 65 \| 6 \| 6 \| \| 3 \| \| Lucie Hradecká / Kateřina Siniaková \| 6 \| 62 \| [10] \| \| 3 \| \| Anna-Lena Friedsam / Jule Niemeier \| 4 \| 7 \| [8] \| |                            |                                     |    |    |          |                     |
| 1 | Bandera de República Checa | Markéta Vondroušová                 | 6  | 6  |          |                     |
| 1 | Bandera de Alemania        | Andrea Petkovic                     | 1  | 3  |          |                     |
| 2 | Bandera de República Checa | Barbora Krejčíková                  | 7  | 0  | 4        |                     |
| 2 | Bandera de Alemania        | Angelique Kerber                    | 65 | 6  | 6        |                     |
| 3 | Bandera de República Checa | Lucie Hradecká / Kateřina Siniaková | 6  | 62 | [10]     |                     |
| 3 | Bandera de Alemania        | Anna-Lena Friedsam / Jule Niemeier  | 4  | 7  | [8]      |                     |

#### Alemania vs Suiza
| | Bandera de Alemania | Alemania                                     | 0 | 3 | Suiza | Bandera de Suiza |
| --- | ------------------- | -------------------------------------------- | - | - | ----- | ---------------- |
| O2 Arena, Praga, República Checa 2 de noviembre de 2021 (Dura, bajo techo) |                     |                                              |   |   |       |                  |
| \| 1 \| \| Andrea Petković \| 4 \| 5 \| \| \| 1 \| \| Viktorija Golubic \| 6 \| 7 \| \| \| 2 \| \| Angelique Kerber \| 7 \| 2 \| 2 \| \| 2 \| \| Belinda Bencic \| 5 \| 6 \| 6 \| \| 3 \| \| Anna-Lena Friedsam / Nastasja Mariana Schunk \| 1 \| 2 \| \| \| 3 \| \| Viktorija Golubic / Jil Teichmann \| 6 \| 6 \| \| |                     |                                              |   |   |       |                  |
| 1 | Bandera de Alemania | Andrea Petković                              | 4 | 5 |       |                  |
| 1 | Bandera de Suiza    | Viktorija Golubic                            | 6 | 7 |       |                  |
| 2 | Bandera de Alemania | Angelique Kerber                             | 7 | 2 | 2     |                  |
| 2 | Bandera de Suiza    | Belinda Bencic                               | 5 | 6 | 6     |                  |
| 3 | Bandera de Alemania | Anna-Lena Friedsam / Nastasja Mariana Schunk | 1 | 2 |       |                  |
| 3 | Bandera de Suiza    | Viktorija Golubic / Jil Teichmann            | 6 | 6 |       |                  |

#### República Checa vs Suiza
| | Bandera de República Checa | República Checa                     | 1  | 2 | Suiza | Bandera de Suiza |
| --- | -------------------------- | ----------------------------------- | -- | - | ----- | ---------------- |
| O2 Arena, Praga, República Checa 4 de noviembre de 2021 (Dura, bajo techo) |                            |                                     |    |   |       |                  |
| \| 1 \| \| Markéta Vondroušová \| 6 \| 6 \| \| \| 1 \| \| Viktorija Golubic \| 4 \| 2 \| \| \| 2 \| \| Barbora Krejčíková \| 62 \| 4 \| \| \| 2 \| \| Belinda Bencic \| 7 \| 6 \| \| \| 3 \| \| Lucie Hradecká / Kateřina Siniaková \| 3 \| 3 \| \| \| 3 \| \| Belinda Bencic / Jil Teichmann \| 6 \| 6 \| \| |                            |                                     |    |   |       |                  |
| 1 | Bandera de República Checa | Markéta Vondroušová                 | 6  | 6 |       |                  |
| 1 | Bandera de Suiza           | Viktorija Golubic                   | 4  | 2 |       |                  |
| 2 | Bandera de República Checa | Barbora Krejčíková                  | 62 | 4 |       |                  |
| 2 | Bandera de Suiza           | Belinda Bencic                      | 7  | 6 |       |                  |
| 3 | Bandera de República Checa | Lucie Hradecká / Kateřina Siniaková | 3  | 3 |       |                  |
| 3 | Bandera de Suiza           | Belinda Bencic / Jil Teichmann      | 6  | 6 |       |                  |

## Fase final
|  | Semifinales    | Semifinales    | Semifinales    |       |       | Final          | Final          | Final          |  |
|  | 5 de noviembre | 5 de noviembre | 5 de noviembre |       |       | 6 de noviembre | 6 de noviembre | 6 de noviembre |  |
|  |                |                |                |       |       |                |                |                |  |
|  |                |                |                |       |       |                |                |                |  |
|  | 1ºA            | Rusia          | 2              |       |       |                |                |                |  |
|  | 1ºA            | Rusia          | 2              |       |       |                |                |                |  |
|  | 1ºC            | Estados Unidos | 1              |       |       |                |                |                |  |
|  | 1ºC            | Estados Unidos | 1              |       | Rusia | Rusia          | 2              |                |  |
|  |                |                |                |       | Rusia | Rusia          | 2              |                |  |
|  |                |                | Suiza          | Suiza | 0     |                |                |                |  |
|  | 1ºB            | Australia      | Suiza          | Suiza | 0     | 0              |                |                |  |
|  | 1ºB            | Australia      |                |       |       | 0              |                |                |  |
|  | 1ºD            | Suiza          | 2              |       |       |                |                |                |  |
|  | 1ºD            | Suiza          | 2              |       |       |                |                |                |  |
|  |                |                |                |       |       |                |                |                |  |

### Semifinales

#### Rusia vs Estados Unidos
| | Bandera de Rusia          | Rusia                                     | 2   | 1  | Estados Unidos | Bandera de Estados Unidos |
| --- | ------------------------- | ----------------------------------------- | --- | -- | -------------- | ------------------------- |
| O2 Arena, Praga, República Checa 5 de noviembre de 2021 (Dura, bajo techo) |                           |                                           |     |    |                |                           |
| \| 1 \| \| Liudmila Samsónova \| 1 \| 6 \| 6 \| \| 1 \| \| Sloane Stephens \| 6 \| 4 \| 3 \| \| 2 \| \| Anastasia Pavlyuchenkova \| 711 \| 62 \| 2 \| \| 2 \| \| Danielle Collins \| 69 \| 7 \| 6 \| \| 3 \| \| Veronika Kudermetova / Liudmila Samsonova \| 6 \| 6 \| \| \| 3 \| \| Shelby Rogers / Coco Vandeweghe \| 3 \| 3 \| \| |                           |                                           |     |    |                |                           |
| 1 | Bandera de Rusia          | Liudmila Samsónova                        | 1   | 6  | 6              |                           |
| 1 | Bandera de Estados Unidos | Sloane Stephens                           | 6   | 4  | 3              |                           |
| 2 | Bandera de Rusia          | Anastasia Pavlyuchenkova                  | 711 | 62 | 2              |                           |
| 2 | Bandera de Estados Unidos | Danielle Collins                          | 69  | 7  | 6              |                           |
| 3 | Bandera de Rusia          | Veronika Kudermetova / Liudmila Samsonova | 6   | 6  |                |                           |
| 3 | Bandera de Estados Unidos | Shelby Rogers / Coco Vandeweghe           | 3   | 3  |                |                           |

#### Australia vs Suiza
| | Bandera de Australia | Australia                        | 0      | 2 | Suiza | Bandera de Suiza |
| --- | -------------------- | -------------------------------- | ------ | - | ----- | ---------------- |
| O2 Arena, Praga, República Checa 5 de noviembre de 2021 (Dura, bajo techo) |                      |                                  |        |   |       |                  |
| \| 1 \| \| Storm Sanders \| 0 \| 3 \| \| \| 1 \| \| Jil Teichmann \| 6 \| 6 \| \| \| 2 \| \| Ajla Tomljanovic \| 3 \| 2 \| \| \| 2 \| \| Belinda Bencic \| 6 \| 6 \| \| \| 3 \| \| Olivia Gadecki / Ellen Perez \| No \| \| \| \| 3 \| \| Jil Teichmann / Stefanie Voegele \| jugado \| \| \| |                      |                                  |        |   |       |                  |
| 1 | Bandera de Australia | Storm Sanders                    | 0      | 3 |       |                  |
| 1 | Bandera de Suiza     | Jil Teichmann                    | 6      | 6 |       |                  |
| 2 | Bandera de Australia | Ajla Tomljanovic                 | 3      | 2 |       |                  |
| 2 | Bandera de Suiza     | Belinda Bencic                   | 6      | 6 |       |                  |
| 3 | Bandera de Australia | Olivia Gadecki / Ellen Perez     | No     |   |       |                  |
| 3 | Bandera de Suiza     | Jil Teichmann / Stefanie Voegele | jugado |   |       |                  |

### Final

#### Rusia vs Suiza
| | Bandera de Rusia | Rusia                                   | 2      | 0 | Suiza | Bandera de Suiza |
| --- | ---------------- | --------------------------------------- | ------ | - | ----- | ---------------- |
| O2 Arena, Praga, República Checa 6 de noviembre de 2021 (Dura, bajo techo) |                  |                                         |        |   |       |                  |
| \| 1 \| \| Daria Kasátkina \| 6 \| 6 \| \| \| 1 \| \| Jil Teichmann \| 2 \| 4 \| \| \| 2 \| \| Liudmila Samsónova \| 3 \| 6 \| 6 \| \| 2 \| \| Belinda Bencic \| 6 \| 3 \| 4 \| \| 3 \| \| Ekaterina Alexandrova / Daria Kasátkina \| No \| \| \| \| 3 \| \| Viktorija Golubic / Stefanie Voegele \| jugado \| \| \| |                  |                                         |        |   |       |                  |
| 1 | Bandera de Rusia | Daria Kasátkina                         | 6      | 6 |       |                  |
| 1 | Bandera de Suiza | Jil Teichmann                           | 2      | 4 |       |                  |
| 2 | Bandera de Rusia | Liudmila Samsónova                      | 3      | 6 | 6     |                  |
| 2 | Bandera de Suiza | Belinda Bencic                          | 6      | 3 | 4     |                  |
| 3 | Bandera de Rusia | Ekaterina Alexandrova / Daria Kasátkina | No     |   |       |                  |
| 3 | Bandera de Suiza | Viktorija Golubic / Stefanie Voegele    | jugado |   |       |                  |